# Melita Šunjić
Melita Šunjić, auch Melita Hummel-Sunjic, (* 1955 in Rijeka, Sozialistische Föderative Republik Jugoslawien) ist eine österreichische Journalistin und Publizistin mit kroatischen Wurzeln. Sie war langjährige Pressesprecherin des UNHCR.

## Leben
Melita Šunjić kam im Jahr 1957 als Flüchtlingskind nach Österreich. Bis zu ihrem zehnten Lebensjahr wohnte sie mit ihren Eltern in einem UNHCR-Flüchtlingslager in Steyr und Linz. Nach einem Studium der Publizistik und Promotion an der Universität Wien arbeitete Šunjić als Journalistin, zwischen 1980 und 1993 leitete sie die außenpolitische Redaktion der Wiener Zeitung. Danach wechselte sie zum UNHCR, dem Flüchtlingshilfswerk der Vereinten Nationen. Als leitende Pressesprecherin war sie in Kriegs- und Krisenregionen in Afghanistan, im Sudan, in Angola, im Irak, in den Balkanländern, in Georgien und in Nepal im Einsatz. Zudem führte sie Feldforschungen zu den Migrationsgründen, Erwartungen, Strategien und der Verwundbarkeit flüchtender Menschen im Nahen und Mittleren Osten und in afrikanischen Ländern durch. Auf Basis dieser Studien entwickelte sie die Kampagne "www.tellingtherealstory.org", eine digitale Plattform des Informationsaustausches, die seitdem jährlich von mehreren Millionen Menschen aus den betroffenen Ländern besucht wird.
In Medien äußerte sich Šunjić wiederholt kritisch über den Umgang der Politik mit aktuellen Flüchtlingsbewegungen und forderte mehr Solidarität.

## Akademisches
Sie studierte und promovierte an der Universität Wien und hält dort auch Lehrveranstaltungen.

## Auszeichnungen
- Bruno-Kreisky-Preis für das politische Buch[8]
  - 1995 für Echte Österreicher (gemeinsam mit Patrik-Paul Volf)
  - 2001 für Flucht nach Österreich – die Zweite Republik in Flüchtlingsporträts (gemeinsam mit Robert Schlesinger)

## Werke
- Woher der Hass? Kroaten und Slowenen kämpfen um Selbstbestimmung, Verlag Almathea Signum, Wien 1992. ISBN 978-3-850023245.
- Echte Österreicher – Gespräche mit Menschen, die als Flüchtlinge ins Land gekommen sind. Gemeinsam mit Patrik-Paul Volf. Hrsg.: UNHCR. Picus Verlag, Wien 1995. ISBN 978-3-854522874.[9]
- Flucht nach Österreich – Die Zweite Republik in Flüchtlingsportraits. Gemeinsam mit Robert Schlesinger. Czernin Verlag, Wien 2001. ISBN 978-3-707601190.
- Remix im Kochtopf – Improvisationsküche für Studenten, Singles, hart Arbeitende und Chaoten im Haushalt. Verlag Braumüller, Wien 2014. ISBN 978-3-991000624.[10]
- Die von Europa träumen – Wie Flucht und Migration ablaufen. Picus Verlag, Wien 2021. ISBN 978-3-7117-2095-5[11]